# The Visitors (ABBA)
The Visitors è l'ottavo album in studio del gruppo svedese ABBA, uscito nell'autunno del 1981 per l'etichetta discografica Polar.
È stato il primo disco in assoluto ad essere stampato nel formato Compact disc, dal 1º gennaio 1982: la prima stampa non conteneva le tre bonus track, escludendo il lato B di "One of us", che non erano state ancora composte dal gruppo..

## Il disco
The Visitors ebbe un riscontro di vendite inferiore agli album precedenti (pur arrivando per la settima volta consecutiva alla vetta della classifica in Regno Unito), con il solo singolo One of Us a conseguire un discreto successo.
L'album evidenzia, rispetto ai precedenti lavori, una certa maturità nei temi trattati dai testi delle canzoni: in particolare One of Us e When All Is Said and Done riflettono delle vicende personali dei membri del gruppo (soprattutto il fallimento di entrambi i matrimoni dei membri del gruppo), Slipping Through My Fingers (interpretata anche in spagnolo con il titolo Si me estàs escapando), in cui viene trattato il tema della crescita dei figli (il testo parla in effetti di una madre che osserva con malinconia la figlia adolescente che esce di casa per andare a scuola e in qualche modo si prepara ad uscire anche dalla sua vita). A quest'ultimo brano è inoltre legata anche l'ultima canzone Like an Angel Passing Through My Room, una sorta di ninna nanna missata con il suono del ticchettìo di una sveglia e di un carillon. Two for the Price of One (unica canzone cantata da Björn Ulvaeus) è invece la trasposizione di una leggenda metropolitana che racconta di un annuncio dove erano due donne a cercare un solo uomo, salvo poi rendersi conto che, nella proposta di "due al prezzo di una", una delle due era la potenziale suocera. Altri temi cosiddetti impegnati sono presenti nell'album, sia dalla title-track che rimanda a suggestioni di tipo fantascientifico, oppure in "Soldiers" che denuncia l'inutilità delle guerre.
Nel 1997 e nel 2001 l'album è stato rimasterizzato digitalmente e ripubblicato per l'etichetta Universal Records.
È previsto in uscita il 23 aprile 2012 una nuova Deluxe Edition dell'album, con un bonus DVD ed un CD dei brani bonus compreso l'inedito ‘From A Twinkling Star To A Passing Angel’, la prima registrazione inedita del gruppo dal 1994.

## Tracce
Testi e musiche di Benny Andersson e da Björn Ulvaeus.
1. The Visitors (Crackin' Up) – 5:47
2. Head over Heels – 3:48
3. When All Is Said and Done – 3:19
4. Soldiers – 4:40
5. I Let The Music Speak – 5:23
6. One of Us – 3:57
7. Two for the Price of One – 3:38
8. Slipping Through My Fingers – 3:53
9. Like an Angel Passing Through My Room – 3:40

### Tracce bonus dell'edizione in CD
1. Should I Laugh or Cry (lato B del singolo One of Us) – 4:29
2. The Day Before You Came (dal singolo The Day Before You Came) – 5:53
3. Under Attack (dal singolo Under Attack) – 3:48
4. You Owe Me One (lato B del singolo Under Attack) – 3:30

## Classifiche
Album
| Anno | Classifica                        | Posizione |
| ---- | --------------------------------- | --------- |
| 1981 | Classifica album in Australia     | 22        |
| 1981 | Classifica album in Italia        | 35        |
| 1981 | Classifica album in Messico       | 38        |
| 1981 | Classifica album in Nuova Zelanda | 19        |
| 1981 | Classifica album in Regno Unito   | 1 (3)     |
| 1982 | The Billboard 200 (USA)           | 29        |

Singoli
| Anno | Singolo                                | Classifica                           | Posizione |
| ---- | -------------------------------------- | ------------------------------------ | --------- |
| 1981 | One Of Us                              | Classifica singoli Australia         | 48        |
| 1981 | When All Is Said And Done              | Classifica singoli Australia         | 81        |
| 1981 | When All Is Said And Done              | Classifica singoli Messico           | 29        |
| 1981 | Head over Heels                        | Classifica singoli Messico           | 45        |
| 1981 | One Of Us                              | Classifica singoli Nuova Zelanda     | 43        |
| 1981 | One Of Us                              | Classifica singoli Svezia            | 2         |
| 1981 | One Of Us                              | Classifica singoli UK                | 3         |
| 1982 | Head over Heels                        | Classifica singoli UK                | 25        |
| 1982 | When All Is Said and Done              | Adult Contemporary (USA)             | 10        |
| 1982 | When All Is Said And Done              | Billboard Hot 100 (USA)              | 27        |
| 1982 | The Visitors/When All Is Said And Done | Club Play Singles (USA)              | 8         |
| 1982 | The Visitors                           | Billboard Hot 100 (USA)              | 63        |
| 1983 | One Of Us                              | Bubbling Under Hot 100 Singles (USA) | 107       |
| 1983 | One Of Us                              | Adult Contemporary (USA)             | 33        |

## Formazione

### Gruppo
- Benny Andersson - voce, tastiere, sintetizzatore
- Agnetha Fältskog - voce
- Anni-Frid Lyngstad - voce
- Björn Ulvaeus - voce, chitarra acustica

### Altri musicisti
- Ola Brunkert - batteria
- Rutger Gunnarsson - basso, percussioni
- Janne Kling - fiati
- Per Lindvall - batteria
- Ake Sundqvist - percussioni
- Three Boys - basso, mandolino, tastiere
- Lasse Wellander - chitarra acustica ed elettrica